# Љубав према мртвима
„Љубав према мртвима” (енгл. The Loved Dead) је приповетка америчког писца Клифорда Мартина Едија Млађег, написана 1919. и објављена у мају/јулу 1924. године у часопису Weird Tales.

## Радња
Радња се врти око неименованог приповедача који живи у руралном селу Фенам и који је некрофил. Он описује своје репресивно детињство и шта га је нагнало да почини ове злочине. Ради за једну мртвачницу/погребника за другом, да би био у близини лешева. На крају приче, са полицијом која му је на трагу, он врши самоубиство.

## Реакције
Због језиве теме, стила и дескриптивности, прича је изазвала бурне контроверзе. Према Едију, издања часописа Weird Tales су морала бити повучена из продаје на многим местима. Роберт Вајнберг је оспорио ово, рекавши да није могао да пронађе доказе о таквим повлачењима. С друге стране, С. Т. Џоши тврди да је, када је објављена у часопису, прича изазвала протест власти у Индијани, које су тражиле да се то издање забрани; касније, уредник Фарнсворт Рајт је оклевао да прихвати било какву причу Х. Ф. Лавкрафта која је садржала експлицитно језиве пасусе попут оних у „Љубави према мртвима”, и као резултат тога неколико Лавкрафтових прича је одбијено.
Ремзи Кембел је 1969. написао да се ова прича састоји од „смешне мелодраме” и да је била „неукусно сензационалистичка ревизија”. Касније је модификовао ово гледиште у ревизији свог чланка из 1969. године. Вајнберг је описао „Љубав према мртвима” као „пренаписану и минорну” причу. Џон Пелан је написао: „Ова застрашујућа прича, без обзира на сав свој Гран Гињол ексцес, и даље изазива језу после много година и заслужује своје место као најбоља из 1924. године. Један од изазова у састављању ове колекције био је занемаривање озлоглашености одређених прича и процена да ли прича заиста заслужује да се сматра 'најбољом' у датој години. У случају приче К. М. Едија, успела је да буде и једно и друго.”